# Coulombův zákon

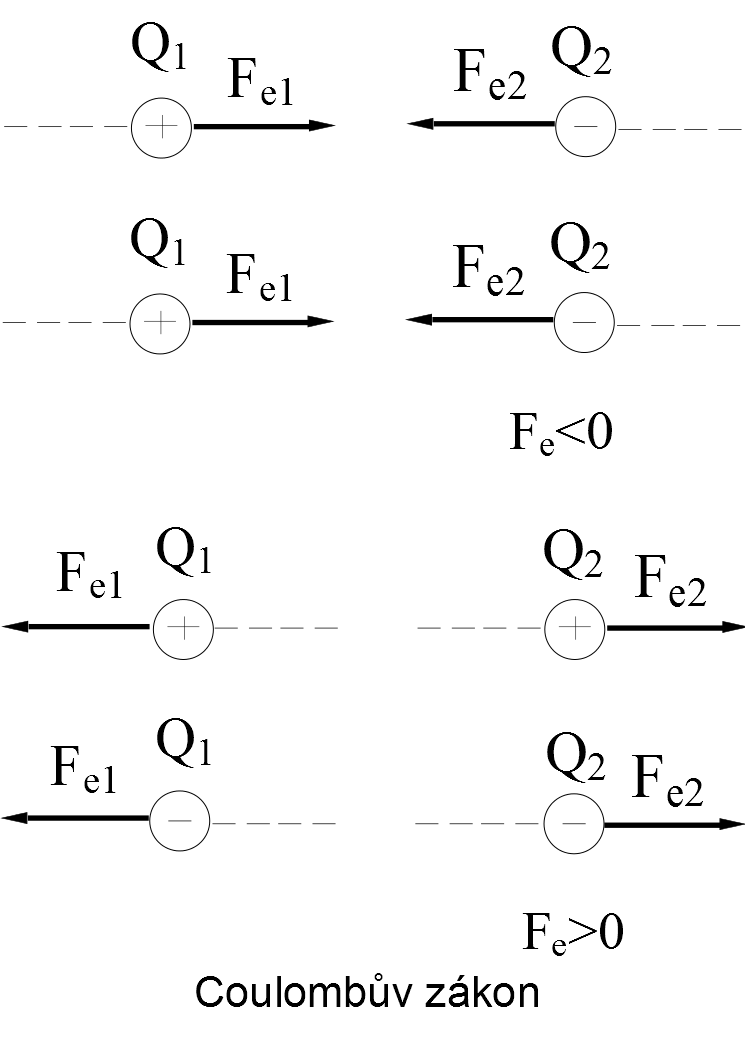
Fyzikální nákres ke Coulombovu zákonu

Coulombův zákon nebo Coulombův zákon inverzních čtverců je základní fyzikální zákon popisující síly, které působí mezi elektricky nabitými částicemi. Francouzský fyzik Charles-Augustin de Coulomb jej publikoval v roce 1785 a položil tak základy elektrostatiky.
Zákon říká, že velikost elektrostatické síly (F) přitažlivosti nebo odpuzování mezi dvěma bodovými náboji (značka q nebo Q) je přímo úměrná součinu velikosti nábojů a nepřímo úměrná druhé mocnině vzdálenosti (r) mezi nimi. Elektrická síla mezi nabitými tělesy v klidu se konvenčně nazývá elektrostatická síla nebo Coulombova síla.  
Ekvivalentní s Coulombovým zákonem je Gaussův zákon elektrostatiky, který vyjadřuje vztah mezi tokem elektrické intenzity a elektrickým nábojem.
Coulombův zákon je formálně podobný Newtonově gravitačnímu zákonu. Rozdíl je v tom, že gravitační síla může být jen přitažlivá, kdežto elektrická může být přitažlivá i odpudivá.

## Historie

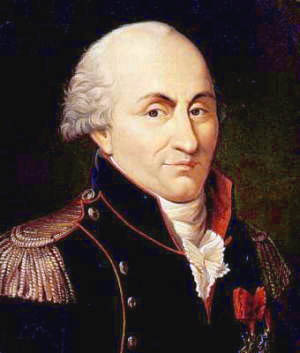
Charles-Augustin de Coulomb

- Charles-Augustin de Coulomb Kolem roku 600 př. n. l. učinil Thalés z Milétu první zaznamenaný popis statické elektřiny. Popsal vznik magnetismu třením kusu jantaru liščím ocasem.
- V roce 1600 anglický vědec William Gilbert, který studoval elektřinu a magnetismus, vytvořil nové latinské slovo electricus (ἤλεκτρον, elektron, řecké slovo pro jantar), které popisovalo přitahování malých předmětů předměty, které byly třeny.
- V roce 1646 se poprvé objevila v díle Thomase Browna Pseudodoxia Epidemica anglická slova electric a electricity (česky elektrický a elektřina).

- V roce 1758 popsali Daniel Bernoulli a Alessandro Volta zmenšování elektrické síly se zvětšující se vzdáleností stejně jako je tomu u gravitační síly. Tedy nepřímá úměra s druhou mocninou vzdálenosti.

- V roce 1767 na základě experimentů s elektricky nabitými koulemi Joseph Priestley navrhl, že elektrická síla se řídí zákonem inverzních čtverců, podobně jako v Newtonově zákonu univerzální gravitace.

- V roce 1769 skotský fyzik John Robison potvrdil, že podle jeho měření se síla odpuzování mezi dvěma stejně nabitými koulemi mění se vzdáleností x−2.06.

- V roce 1770 byla závislost síly mezi nabitými tělesy na vzdálenosti a náboji potvrzena Henrym Cavendishem, ale nebyla publikována.

- V roce 1785 francouzský fyzik Charles-Augustin de Coulomb publikoval své první tři články o elektřině a magnetismu. Poprvé popsal fakt, že velikost elektrické síly mezi dvěma bodovými náboji je přímo úměrná součinu nábojů a nepřímo úměrná druhé  mocnině vzdálenosti mezi nimi. Tato publikace byla zásadní  pro rozvoj teorie elektromagnetismu a zákon byl později pojmenován Coulombův zákon.Coulombova torzní rovnováha

Coulombova torzní rovnováha

### Coulombova torzní rovnováha
Coulombova torzní rovnováha je aparát a experiment, který vymyslel Coulomb. Slouží ke studiu odpudivých a přitažlivých sil mezi nabitými částicemi. Skládá se z tyče zavěšené do středu válce s tenkým vláknem, na kterém je zavěšena pokovená koule. Vlákno působí jako velmi slabá torzní pružina. Koule byla nabita známým nábojem statické elektřiny a druhá nabitá koule stejné polarity byla přivedena do její blízkosti. Dvě nabité koule se navzájem odpuzovaly a otáčely vlákno o určitý úhel, který bylo možné číst ze stupnice na přístroji. Tak byl Coulomb schopen vypočítat sílu mezi koulemi a odvodit svůj zákon proporcionality s inverzními čtverci.

## Skalární forma zákona

Coulombův zákon, schéma a rovnice

Coulombův zákon lze vyjádřit jako jednoduchý matematický výraz. Skalární forma zákona udává velikost vektoru elektrostatické síly F mezi dvěma bodovými náboji q1 a q2 ve vakuu, ale ne jeho směr. Pokud r je vzdálenost mezi náboji, velikost síly je:{\displaystyle |\mathbf {F} |=k_{\text{e}}{\frac {|q_{1}q_{2}|}{r^{2}}}}Konstanta ke se nazývá Coulombova konstanta a má hodnotu ke ≈ 8.988×109 N⋅m2⋅C−2. Je rovna 1/4πε0, kde ε0 je permitivita vakua (také elektrická konstanta).

Vektor síly F_{1} působí na q_{1} a vektor síly F_{2} působí na q_{2}. Pokud součin q_{1}q_{2} > 0, jsou síly odpudivé (jako na obrázku) a pokud q_{1}q_{2} < 0, jsou síly přitažlivé. Velikost sil bude vždy stejná.

Je-li součin q1q2 kladný, je síla mezi oběma náboji odpudivá, pokud je záporný, síla mezi nimi je přitažlivá.

## Vektorová forma zákona
Vektorová forma Coulombova zákona říká, že vektorovou elektrostatickou sílu {\textstyle \mathbf {F} _{1}} působící na náboj {\displaystyle q_{1}} v pozici {\displaystyle \mathbf {r} _{1}}, který se nachází v blízkosti náboje {\displaystyle q_{2}} v pozici {\displaystyle \mathbf {r} _{2}}, lze ve vakuu vypočítat rovnicí:{\displaystyle \mathbf {F} _{1}={\frac {q_{1}q_{2}}{4\pi \varepsilon _{0}}}{\frac {\mathbf {r} _{1}-\mathbf {r} _{2}}{|\mathbf {r} _{1}-\mathbf {r} _{2}|^{3}}}={\frac {q_{1}q_{2}}{4\pi \varepsilon _{0}}}{\frac {\mathbf {\hat {r}} _{12}}{|\mathbf {r} _{12}|^{2}}}}kde {\textstyle {\boldsymbol {r}}_{12}={\boldsymbol {r}}_{1}-{\boldsymbol {r}}_{2}} je vektorová vzdálenost mezi náboji,
{\textstyle {\widehat {\mathbf {r} }}_{12}={\frac {\mathbf {r} _{12}}{|\mathbf {r} _{12}|}}} jednotkový vektor vzdálenosti mezi náboji ({\textstyle \mathbf {\hat {r}} _{12}} se používá pro vektorový zápis),
ε0 je permitivita vakua (také elektrická konstanta).
Vektorová forma Coulombova zákona je jednoduše skalární definice zákona se směrem daným jednotkovým vektorem {\textstyle \mathbf {\hat {r}} _{12}}, který je rovnoběžný s linkou mezi náboji. Pro elektrostatickou sílu {\textstyle \mathbf {F} _{2}} působící na náboj {\displaystyle q_{2}} platí rovnice {\textstyle \mathbf {F} _{2}=-\mathbf {F} _{1}}.

## Systém s více náboji
Pro systém s více náboji platí princip superpozice, podle kterého vzájemné elektrické působení dvou nábojů není ovlivněno elektrickým působením dalších nábojů, tedy že elektrické síly lze vektorově sčítat.
Zákon superpozice tak umožňuje rozšířit Coulombův zákon na libovolný počet bodových nábojů. Síla působící na bodový náboj způsobená systémem bodových nábojů je jednoduše vektorovým součtem jednotlivých sil působících samostatně na tento bodový náboj v důsledku každého z nábojů. Výsledný vektor síly je rovnoběžný s vektorem elektrického pole v tomto bodě.
Sílu {\textstyle \mathbf {F} } na malý náboj {\displaystyle q} v pozici {\textstyle \mathbf {r} }, v systému {\displaystyle q_{i}} jednotlivých nábojů ve vakuu lze vypočítat podle rovnice:{\displaystyle \mathbf {F} (\mathbf {r} )={q \over 4\pi \varepsilon _{0}}\sum _{i=1}^{N}q_{i}{\frac {\mathbf {r} -\mathbf {r} _{i}}{|\mathbf {r} -\mathbf {r} _{i}|^{3}}}={q \over 4\pi \varepsilon _{0}}\sum _{i=1}^{N}q_{i}{{\hat {\mathbf {R} }}_{i} \over |\mathbf {R} _{i}|^{2}},}kde {\displaystyle q_{i}} a {\textstyle \mathbf {r} _{i}} jsou velikosti a pozice nábojů 1 až i, {\textstyle {\hat {\mathbf {R} }}_{i}} je jednotkový vektor ve směru {\textstyle \mathbf {R} _{i}=\mathbf {r} -\mathbf {r} _{i}} neboli vektor mezi náboji {\displaystyle q} až {\displaystyle q_{i}}.

## Zákon mimo vakuum
Coulombův zákon pro náboje nacházející se mimo vakuum je popsán rovnicí, která říká, že velikost elektrické síly, kterou na sebe působí dvě tělesa s elektrickým nábojem, je přímo úměrná velikosti nábojů Q1 a Q2 a nepřímo úměrná druhé mocnině jejich vzdálenosti r.
{\displaystyle F_{\mathrm {e} }={\frac {1}{4\pi \varepsilon _{0}\varepsilon _{r}}}{\frac {|Q_{1}|\cdot |Q_{2}|}{r^{2}}}}
kde ε0 je permitivita vakua a εr je relativní permitivita.
S použitím principu superpozice lze Coulombův zákon mimo vakuum pro bodový náboj Q v místě r v poli 1-i bodových nábojů Qi zapsat vektorovým vztahem:
{\displaystyle \mathbf {F} _{\mathrm {e} }\left(\mathbf {r} \right)=\sum _{i=1}^{N}\mathbf {F} _{i}={\frac {q}{4\pi \varepsilon _{0}\varepsilon _{r}}}\sum _{i=1}^{N}{\frac {Q_{i}}{\left|\mathbf {r} -\mathbf {r} _{i}\right|^{3}}}\left(\mathbf {r} -\mathbf {r} _{i}\right)}